# Cerro de Oro (sitio arqueológico)
Cerro de Oro es una zona arqueológica monumental ubicada en el valle de Cañete, distrito de San Luis de Cañete, región Lima, Perú. Se encuentra sobre una colina a 140 kilómetros de la ciudad de Lima. Abarca unas 150 hectáreas a la orilla del océano Pacífico, entre parcelas agrícolas.
Fue ocupada en tres periodos de casi mil años. Los primeros edificios datan de 550-850, son asentamientos con edificios monumentales de adobe. La ocupación wari (entre 850-950) fue de entierros funerarios y por último los incas desde 1100 hasta la conquista española. En esta última etapa se realizó construcciones el la parte alta, mientras que los cementerios se ubicarían en la parte baja. La mayor parte permanece inexplorada.
Se realizó un proyecto de trabajos de excavación que ha encontrado 19 fardos funerarios. La zona es afectada por el saqueo y el abandono.